# Under byens tage
Under byens tage er en dansk spillefilm fra 1938, instrueret af Johan Jacobsen efter manuskript af Paul Sarauw.

## Handling
Under byens tage går livet sin brogede gang. Det veksler med tårer og smil, med lykke og sorg. I kunstner-restauranten "Mona Bar" i indre by fungerer den tidligere model Mona Frank som kunstnernes gudinde. Hun hjælper både med penge og hjertesorger. Mellem de mange kunstnere har Niels Brandemose sit eget ansigt. Han er for nylig kommet til byen for at gå på Akademiet, og hele hans higen og lyst står til at blive maler.

## Medvirkende
- Liva Weel
- Peter Poulsen
- Knud Heglund
- Chr. Arhoff
- Albert Luther
- Arthur Jensen
- Betty Söderberg
- Sigurd Langberg
- Ingeborg Pehrson
- Johannes Meyer
- Olaf Ussing
- Ole Monty
- Tove Bang